# Roggenhouse
Roggenhouse (deutsch Roggenhausen) ist eine französische Gemeinde mit 463 Einwohnern (Stand 1. Januar 2022) in der Oberrheinebene im Département Haut-Rhin in der Region Grand Est (bis 2015 Elsass). Die Einwohner werden Roggenhousiens und Roggenhousiennes genannt.

## Geografie
Die Gemeinde Roggenhouse liegt am Rhein-Rhône-Kanal, etwa 20 Kilometer nordöstlich von Mülhausen am Rande des Harthwaldes.
Nachbargemeinden von Roggenhouse sind Fessenheim im Nordosten, Blodelsheim im Osten, Rumersheim-le-Haut im Südosten, Munchhouse im Süden sowie Hirtzfelden im Nordwesten.

## Geschichte
Von 1871 bis zum Ende des Ersten Weltkrieges gehörte Roggenhausen als Teil des Reichslandes Elsaß-Lothringen zum Deutschen Reich und war dem Kreis Gebweiler im Bezirk Oberelsaß zugeordnet.

### Bevölkerungsentwicklung
| 1910 | 1962 | 1968 | 1975 | 1982 | 1990 | 1999 | 2006 | 2016 |
| ---- | ---- | ---- | ---- | ---- | ---- | ---- | ---- | ---- |
| 212  | 186  | 205  | 231  | 317  | 377  | 396  | 462  | 470  |

## Zweckverband
Roggenhouse ist Mitglied im Grenzüberschreitenden örtlichen Zweckverband Mittelhardt-Oberrhein, der auf Basis des Karlsruher Übereinkommens die grenzüberschreitende kommunale Zusammenarbeit von Gemeinden im Elsass und Baden fördert.

## Sehenswürdigkeiten
- Kirche Saint-Wendelin, 1704 erbaut
- Friedenskapelle

|  |  |